# Eclissi solare del 24 luglio 2055
L'Eclissi solare del 24 luglio 2055, di tipo totale, è un evento astronomico che avrà luogo il suddetto giorno con centralità attorno alle ore 09:57 UTC.
L'eclissi avrà un'ampiezza massima di 202 chilometri e una durata di 3 minuti e 17 secondi.  L'evento attraverserà ampiamente il mare, ma sarà visibile sulla terraferma dal Sud Africa.

## Eclissi correlate

### Eclissi solari 2054 - 2058
Questa eclissi è un membro di una serie semestrale. Un'eclissi in una serie semestrale di eclissi solari si ripete approssimativamente ogni 177 giorni e 4 ore (un semestre) in nodi alternati dell'orbita della Luna.

### Ciclo di Saros 127
L'evento fa parte del ciclo di Saros 127, che si ripete ogni 18 anni, 11 giorni, contenente 82 eventi. La serie iniziò con l'eclissi solare parziale il 10 ottobre 991 d.C. Contiene eclissi totali dal 14 maggio 1352 al 15 agosto 2091. Non ci sono eclissi anulari in questa serie. La serie termina al membro 82 con un'eclissi parziale il 21 marzo 2452. La durata più lunga della totalità è stata di 5 minuti e 40 secondi il 30 agosto 1532. Tutte le eclissi di questa serie si verificano nel nodo ascendente della Luna. 